# Andrea Panizza
Andrea Panizza (Lecco, 14 luglio 1998) è un canottiere italiano.
Ha vinto la medaglia d'argento nel 4 di coppia maschile alle Olimpiadi di Parigi 2024 insieme a Luca Chiumento, Giacomo Gentili e Luca Rambaldi.

## Biografia
Ai Campionati europei di canottaggio di Račice 2017, assieme ai compagni Emanuele Fiume, Romano Battisti e Giacomo Gentili, ha vinto la medaglia di bronzo nel quattro di coppia maschile, chiudendo alle spalle dei lituani Dovydas Nemeravičius, Martynas Džiaugys, Rolandas Maščinskas e Aurimas Adomavičius (oro) e dei polacchi Dariusz Radosz, Adam Wicenciak, Dominik Czaja e Wiktor Chabel (argento).
Agli europei di Glasgow 2018, assieme ai compagni Filippo Mondelli, Luca Rambaldi e Giacomo Gentili, ha vinto la medaglia d'oro nel quattro di coppia con il tempo di 5'41"92. In finale hanno preceduto i lituani Dovydas Nemeravičius, Saulius Ritter, Rolandas Maščinskas e Aurimas Adomavičius (5'43"40) ed i polacchi Szymon Pośnik, Maciej Zawojski, Dominik Czaja e Wiktor Chabel (5'43"88).
Nel 2018 ai Campionati del mondo di canottaggio di Plovdiv, insieme ai suoi compagni (Giacomo Gentili, Luca Rambaldi, Filippo Mondelli) conquista il titolo iridiato  nella specialità del 4 di coppia maschile assoluto, 20 anni dopo l'ultima conquista per l'Italia.
Nel 2019 vince la medaglia d'argento ai Campionati Europei di Lucerna e, successivamente, il bronzo iridato a Linz (Austria).
Nel 2020, anno della pandemia Covid-19, non partecipa, a causa di un infortunio, ai Campionati Europei di Poznan, unica gara internazionale assoluta tenutasi quell'anno.
Nel 2021, nella specialità del quattro di coppia, vinse la medaglia d'oro ai Campionati Europei di Varese e, successivamente, l'oro nella Coppa del Mondo tenutasi a Sabaudia. Con la stessa imbarcazione, partecipa poi alle Olimpiadi di Tokyo, giungendo in quinta posizione dopo aver condotto per metà gara in prima posizione.
Nel 2022, ottiene la sua rivincita prima nella Coppa del Mondo tenutasi a Lucerna, giungendo secondo, poi ai Campionati Europei di Monaco, dove vinse l'oro continentale, e infine ai Mondiali di Racice dove conquista, come nel 2019, il bronzo iridato.

## Palmarès
- Olimpiadi

Parigi 2024: argento nel quattro di coppia (Gentili, Rambaldi, Chiumento, Panizza)
- Campionati del mondo di canottaggio

Plovdiv 2018: oro nel quattro di coppia (Mondelli, Panizza, Rambaldi, Gentili)
Linz-Ottensheim 2019: bronzo nel quattro di coppia (Mondelli, Panizza, Rambaldi, Gentili)
Račice 2022: bronzo nel quattro di coppia (Carucci, Panizza, Chiumento, Gentili)
- Campionati europei di canottaggio

Račice 2017: bronzo nel quattro di coppia (Battisti, Panizza, Gentili, Fiume)
Glasgow 2018: oro nel quattro di coppia (Mondelli, Panizza, Rambaldi, Gentili)
Lucerna 2019: argento nel quattro di coppia (Mondelli, Panizza, Rambaldi, Gentili)
Varese 2021: oro nel quattro di coppia (Venier, Panizza, Rambaldi, Gentili)
Monaco 2022: oro nel quattro di coppia (Carucci, Panizza, Chiumento, Gentili)